# Tubulipora lunata
Tubulipora lunata är en mossdjursart som beskrevs av Ernst Marcus 1937. Tubulipora lunata ingår i släktet Tubulipora och familjen Tubuliporidae. Inga underarter finns listade i Catalogue of Life.